# Ted McGinley
Theodore Martin «Ted» McGinley (Newport Beach, California, 30 de mayo de 1958) es un actor estadounidense. Es mayormente conocido por sus papeles como Jefferson D'Arcy en la serie televisiva Married... with Children y como Charley Shanowski en la comedia de ABC Hope & Faith; y es también por interpretar el papel del villano Stan Gable en la película Revenge of the Nerds y  varias de las otras secuelas de la saga.

## Carrera
Ted en su adolescencia y juventud fue un activo deportista, corredor de tabla y trabajó de salvavidas. Gracias a su buen físico y rubio porte de galán, comenzó una carrera de modelo publicitario, paralelo a ello estudió actuación, presentándose a diversos cástines. En 1980 le llega su primera gran oportunidad, integrándose al elenco del sitcom Happy Days en el papel de "Roger Phillips" de 1980 a 1984. Luego de la cancelación de "Happy Days", fue parte regular del elenco de la ya consagrada serie The Love Boat de 1984 a 1986, en el papel del fotógrafo "Ace Covington". De 1986 a 1987 dio vida a Clay Fallmont en otro éxito de los ochenta: Dinastía.
Su carrera en el cine empezó en 1984 con la taquillera La venganza de los nerds, donde da vida al presumido y discriminador "Stan Gable", presidente de la fraternidad Alpha Beta y enemigo acérrimo de los "Nerds". Gracias al éxito de la película, representó a este personaje en 3 películas más de la famosa franquicia "Nerd", en 1987, 1992 y 1994. En 1991 tomó el papel del vividor, pero divertido y amable Jefferson D'Arcy en la serie televisiva Matrimonio con hijos hasta 1997, este papel que le dio fama en el mundo entero.
Ted ha seguido trabajando como actor invitado en diferentes series de televisión, películas y miniseries desde los ochenta hasta la actualidad, así como también dio vida a diferentes personajes animados en Cartoon Network. De 2003 a 2006 trabajó en la famosa comedia de situación Hope & Faith dando vida a Charlie Shanowski el padre de una familia disfuncional y atípica, su hija en la ficción, Sydney Shanowski fue interpretada por Megan Fox, de diecisiete años en ese entonces.

## Vida privada
Está casado con la actriz Gigi Rice desde 1991. Tienen 2 hijos, el mayor nació en 1991 y el último se llama Beau Martin, nacido el 25 de mayo de 1994.

## Filmografía

### Cine
| Año  | Título                                | Personaje                              | Notas                               |
| 1982 | Young Doctors in Love                 | Dr. Bucky DeVol                        |                                     |
| 1984 | Revenge of the Nerds                  | Dean Stanley Gable                     |                                     |
| 1989 | Troop Beverly Hills                   | Él mismo                               |                                     |
| 1989 | Physical Evidence                     | Kyle De Roache                         |                                     |
| 1991 | Blue Tornado                          | Philip                                 |                                     |
| 1992 | Space Case                            | Biff                                   |                                     |
| 1992 | La venganza de los nerds 3            | Dean Stanley Gable                     |                                     |
| 1993 | Wayne´s World 2                       | Sr. Miedo                              |                                     |
| 1998 | Follow Your Heart                     | James Allen Bailey                     |                                     |
| 1998 | Major League: Back to the Minors      | Leonard Huff                           | También llamada: "Major League III" |
| 1999 | Dick                                  | Roderick                               |                                     |
| 1999 | The Big Tease                         | Johnny Darjerling                      |                                     |
| 2000 | Face the Music                        | Marcus                                 |                                     |
| 2000 | Daybreak                              | Dillon Johansen                        | También llamada: "Rapid Transit"    |
| 2001 | Cahoots                               | Brad                                   |                                     |
| 2001 | Pearl Harbor                          | Mayor del ejército                     |                                     |
| 2007 | The Storm Awaits                      | Vale NewCastle                         |                                     |
| 2008 | Eavesdrop                             | Grant                                  |                                     |
| 2009 | Taking a Chance on Love               | Webby                                  |                                     |
| 2010 | Privileged                            | Sr. Webber                             |                                     |
| 2010 | Christmas with a Capital C            | Dan Reed                               |                                     |
| 2010 | Scooby-Doo! Curse of the Lake Monster | Thornton "Thorny" Blake V (Tío Thorny) |                                     |
| 2012 | Imaginary Friend                      | Official Cameron                       |                                     |
| 2013 | Bad Behavior                          | Bruce                                  |                                     |
| 2015 | Do You Believe?                       | Matthew                                |                                     |
| 2017 | The Outcasts                          | Director Whitmore                      |                                     |
| 2018 | A.X.L.                                | George Fontaine                        |                                     |
| 2018 | God's Not Dead: A Light in Darkness   | Thomas Ellsworth                       |                                     |

### Televisión
| Año       | Título                                        | Personaje                                         | Notas                               |
| --------- | --------------------------------------------- | ------------------------------------------------- | ----------------------------------- |
| 1980–1984 | Happy Days                                    | Roger Phillips                                    | 61 Episodios                        |
| 1982      | Fantasy Island                                | Errol Brookfield III                              | 1 Episodio                          |
| 1983      | Making of a Male Model                        | Gary Angelo                                       | Película de televisión              |
| 1983–1987 | The Love Boat                                 | Fotógrafo Ashley "Ace" Covington Evans            | 60 Episodios                        |
| 1985–1987 | Hotel                                         | Kyle Stanton                                      | 3 Episodios                         |
| 1986–1987 | Dynasty                                       | Clay Fallmont                                     | 34 Episodios                        |
| 1988      | Perfect Strangers                             | Billy Appleton                                    | 1 Episodio                          |
| 1989      | B.L. Stryker                                  | Mitch Slade                                       | 2 Episodios                         |
| 1989–1997 | Married... with Children                      | Jefferson D'Arcy / Norman Jablonsky / Prince Paco | 167 Episodios                       |
| 1990      | Evening Shade                                 | Kyle Hampton                                      | 1 Episodio                          |
| 1991      | Baby Talk                                     | Craig Palmer                                      | 1 Episodio                          |
| 1992      | Revenge of the Nerds III: The Next Generation | Dean Stanley Gable                                | Película de televisión              |
| 1993      | Wild Justice                                  | Aubrey Billings                                   | Película de televisión              |
| 1993      | Linda                                         | Brandon "Jeff" Jeffries                           | Película de televisión              |
| 1994      | Revenge of the Nerds IV: Nerds in Love        | Stan Gable                                        | Película de televisión              |
| 1995      | Dream On                                      | Chad Spencer                                      | 1 Episodio                          |
| 1995      | Tails You Live, Heads You're Dead             | Jeffrey Quint                                     | Película de televisión              |
| 1995–1996 | The John Larroquette Show                     | Karl Reese                                        | 4 Episodios                         |
| 1996      | Deadly Web                                    | Peter Lawrence                                    | Película de televisión              |
| 1998      | Every Mother's Worst Fear                     | Scanman                                           | Película de televisión              |
| 1998–1999 | Sports Night                                  | Gordon                                            | 8 Episodios                         |
| 1999      | Work with Me                                  | Murray Epstein                                    | 1 Episodio                          |
| 1999      | Hard Time: Hostage Hotel                      | Agente del FBI Hopkins                            | Película de televisión              |
| 2000–2001 | The West Wing                                 | Mark Gottfried                                    | 3 Episodios                         |
| 2001      | The Practice                                  | Michael Hale                                      | 1 Episodio                          |
| 2002      | Wednesday 9:30 (8:30 Central)                 | Ted Wayne Giblen                                  | 1 Episodio                          |
| 2002–2003 | Justice League                                | Tom Turbine / Burns / Varios                      | Voz. 3 Episodios                    |
| 2003      | Frozen Impact                                 | Dan Blanchard                                     | Película de televisión              |
| 2003      | Charlie Lawrence                              | Graydon Ford                                      | 7 Episodios                         |
| 2003      | The Proud Family                              | Lance McDougal                                    | Voz. 1 Episodio                     |
| 2003–2006 | Hope & Faith                                  | Dr. Charley Shanowski                             | 73 Episodios                        |
| 2004      | NTSB: The Crash of Flight 323                 | Reese Faulkner                                    | Película de televisión              |
| 2007      | Family Guy                                    | Agente de Renta de Helicópteros                   | Voz. 1 Episodio                     |
| 2007      | 'Til Death                                    | Webby                                             | 1 Episodio                          |
| 2007      | The Note                                      | Kingston "King" Danville                          | Película de televisión              |
| 2008      | Dancing with the Stars                        | Él mismo (Concursante)                            | 2 Episodios                         |
| 2009      | Psych                                         | Randy Labayda                                     | Episodio: "Six Feet Under the Sea"  |
| 2009      | The Note II: Taking a Chance on Love          | Kingston "King" Danville                          | Película de televisión              |
| 2010      | Wizards of Waverly Place                      | Superintendente Clanton                           | 1 Episodio                          |
| 2010      | Melissa & Joey                                | Alcalde Frank Hitchcock                           | Episodio: "In Lennox We Trust"      |
| 2011      | Breaking In                                   | Larry                                             | Episodio: "White on White on White" |
| 2011      | Batman: The Brave and the Bold                | Él mismo como Aquaman                             | Mitefall (final de serie)           |
| 2012      | Notes from the Heart Healer                   | Kingston "King" Danville                          | Película de televisión              |
| 2012      | The Mentalist                                 | Ed Hunt                                           | Episodio: "If It Bleeds, It Leads"  |
| 2013      | A Mother's Rage                               | Stan                                              | Television movie                    |
| 2013      | Mad Men                                       | Mel                                               | Episodio: “To Have and to Hold"     |
| 2014      | Castle                                        | Brock Harmon                                      | Episodio: "Last Action Hero"        |
| 2015–2017 | Transformers: Robots in Disguise              | Denny Clay                                        | Voz. 54 Episodios                   |
| 2015      | The Bridge                                    | Charlie Bartons                                   | Película de televisión              |
| 2016      | The Bridge Part 2                             |                                                   |                                     |
| 2016      | No Tomorrow                                   | Greg Covington                                    | Recurrente                          |
| 2017      | Fatherly Obsession                            | Robert J. Farnsworth                              | Película de televisión              |
| 2019      | No Good Nick                                  | Sam                                               | Recurrente                          |
| 2019      | Christmas Reservations                        | Duffy Johnson                                     | Película de televisión              |
| 2024      | Los Baxter                                    | John Baxter                                       | Personaje principal                 |